# Héraclius l'Ancien
Héraclius l'Ancien (mort en 610) est un général byzantin et le père de l'empereur byzantin Héraclius.
Probablement d'origine arménienne, Héraclius l'Ancien se distingue dans les guerres contre les Sassanides dans les années 580. En tant que général en second (hypostrategos), il sert sous le commandement de Philippicos au cours de la bataille de Solachon et peut-être sous celui de Comentiolus lors de la bataille de Sisarbanon. Vers 595, Héraclius l'Ancien est mentionné comme magister militum d'Arménie alors qu'il est envoyé par l'empereur Maurice pour réprimer une révolte arménienne menée par Samuel Vahewuni et Atat Khorkhoruni.
Vers 600, il est nommé exarque d'Afrique et, en 608, Héraclius l'Ancien se rebelle avec son fils contre Phocas, qui a renversé Maurice. Son fils Héraclius se sert de l'Afrique comme d'une base pour mener son soulèvement et renverser Phocas. En s'emparant du trône, il devient le premier représentant de la dynastie des Héraclides et son père meurt peu de temps après avoir reçu la nouvelle du succès de son fils.

## Origines
Héraclius l'Ancien est probablement d'origine arménienne et serait bilingue (arménien et grec) dès son plus jeune âge. Son origine est déduite d'un passage du récit de Théophylacte Simocatta, qui le considère comme natif de l'Arménie byzantine. Quand il devient magister militum d'Arménie, il a son quartier-général à Théodosiopolis, la principale position militaire byzantine le long de la frontière nord-est, est régulièrement disputée entre les Byzantins et les Sassanides. Tant Anastase que Justinien ont fortifié cette cité et renforcé ses défenses lors de leur règne.
Rien n'est connu des ancêtres d'Héraclius l'Ancien mais certains historiens ont émis des hypothèses. Cyril Mango soutient la théorie d'une filiation avec Héraclius d'Édesse, un général romain du Ve siècle. Un passage de l’Histoire de Sébéos laisse entendre une origine arsacide. Cette hypothèse est défendue par Cyrille Toumanoff et considérée comme probable par Alexandre Vassiliev et Irfan Shahîd. Jean de Nikiou et Constantin Manassès semblent considérer que son fils, Héraclius, vient de la Cappadoce mais il pourrait s'agir de son lieu de naissance et non de l'endroit d'où viennent ses ancêtres.

## Biographie

### Sous Philippicos

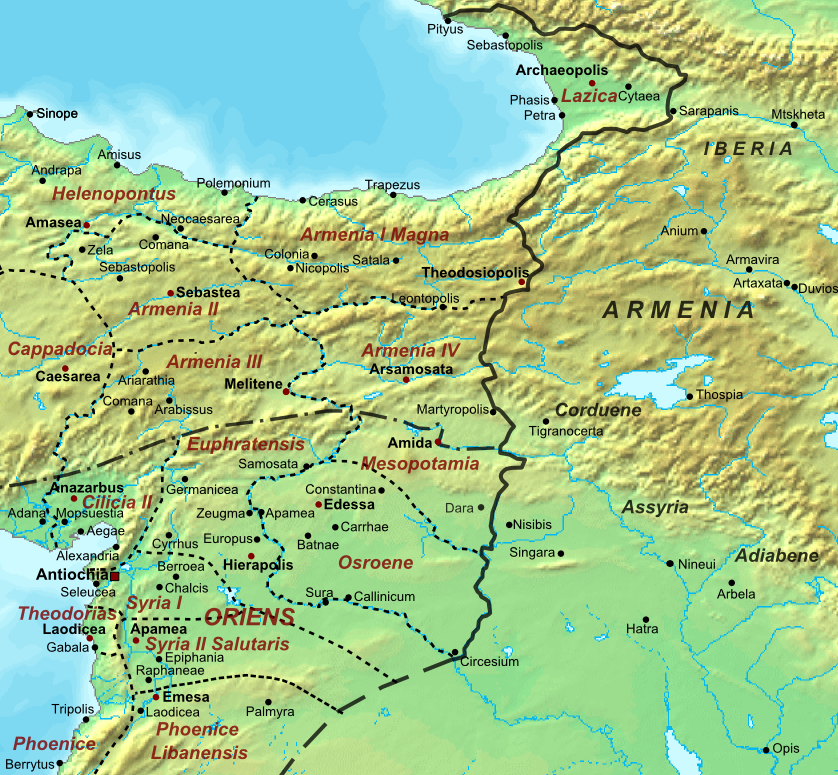
La frontière byzantino-perse entre 565 et 591.

Héraclius l'Ancien est mentionné pour la première fois en 586, un an ou circa après la naissance de son fils de son épouse Epiphania. C'est alors un général agissant sous les ordres de Philippicos lors de la guerre byzantino-perse de 572-591. Il dirige le centre de l'armée byzantine au cours de la bataille de Solachon au printemps 586. Après cette bataille, il est envoyé en mission de reconnaissance pour confirmer les rumeurs de l'approche de renforts byzantins,.
L'armée byzantine envahit ensuite l'Arzanène. Philippicos assiège Chlomaron, la principale cité de la région. Deux chefs locaux, Jovias et Maruthas font défection et rejoignent les Byzantins. Ils promettent de les aider à identifier les meilleures positions pour construire des forts inexpugnables permettant de contrôler les passages à travers le Taurus. Grâce à ces positions, les Byzantins peuvent maîtriser les routes reliant l'Arzanène à la Persarménie et la Basse Mésopotamie. Philippicos donne pour mission à Héraclius l'Ancien, alors son commandant en second, de suivre les guides fournis par Jovias et Maruthas pour reconnaître les points stratégiques indiqués,.
Vingt hommes accompagnent Héraclius l'Ancien. Partis sans leur armure, ils rencontrent rapidement le général Kardarigan qui dirige une armée perse progressant dans la région. Théophylacte précise que cette force n'est pas composée de soldats mais d'une foule d'hommes inexpérimentés accompagnée d'un grand nombre d'animaux. Néanmoins, Kardarigan n'hésite pas à attaquer la petite troupe byzantine et Héraclius doit fuir à travers un territoire escarpé. A la nuit tombée, il envoie un messager prévenir Philippicus de l'arrivée de l'armée perse,.
Les forces de Philippicos battent en retraite dans la confusion vers le territoire byzantin. Elles atteignent Amida avant de restaurer les vieilles forteresses du mont Izla. Là, peut-être en raison de la maladie, il laisse le commandement à Héraclius. Théophylacte indique que Philippicos et Héraclius passent l'hiver à Théodosiopolis,.
Au cours du printemps 587, Philippicos est de nouveau malade et ne peut mener son armée en campagne. Les deux tiers de ses forces sont dirigées par Héraclius et le reste est confié aux généraux Théodore et Andréas. Héraclius assiège un fort dont le nom est inconnu. Il utilise ses engins de siège pour s'en emparer avant d'y installer une garnison. Par la suite, Théophane le Confesseur affirme qu'il rejoint Théodore pour assiéger Beioudaès mais il semble que le chroniqueur commette une erreur. Il pourrait avoir mal compris le passage de Théophylacte indiquant que Théodore et Andréas s'unissent pour assiéger cette position,. 
À la fin de l'année 587, Philippicos repart à Constantinople et laisse Héraclius diriger l'armée durant l'hiver. Le général byzantin prend alors des mesures pour rétablir la discipline parmi ses hommes. Au début de l'année 588, l'empereur Maurice remplace Philippicus par Priscus. Philippicus écrit à Héraclius et lui ordonne de quitter son commandement et de le céder à Narsès. Toutefois, cette même lettre fait référence à un décret impérial qui réduit la solde des soldats d'un quart, ce qui conduit à une mutinerie des hommes qui refusent de suivre les ordres de Priscus. Finalement, la rébellion s'arrête quand la mesure concernée est annulée et que Philippicus reprend le commandement de l'armée d'Orient,,.

### Sous Comentiolus
Héraclius l'Ancien réapparaît en 589 à l'occasion de la bataille de Sisarbanon qui a lieu à l'automne, aux environs de Nisibis. Il est alors sous les ordres de Comentiolus qui, selon le récit de Théophylacte, fuit vers Théodosiopolis (aujourd'hui Ra’s al-‘Ayn) en pleine bataille. Héraclius l'Ancien prend de fait le commandement des troupes restantes et les conduit à la victoire. Toutefois, ce témoignage est sujet à caution car Théophylacte écrit sous le règne du fils d'Héraclius l'Ancien et pourrait donc être orienté pour glorifié l'intervention du père de l'empereur au détriment de Comentiolus. Ainsi, Évagre le Scolastique met en avant l'action de Comentiolus et ne mentionne même pas la présence d'Héraclius l'Ancien,.

### Exarque d'Afrique
En 608, Héraclius l'Ancien revient dans les sources en tant que patrice et exarque d'Afrique, le gouverneur de la région. Selon le patriarche Nicéphore, Héraclius a été nommé à ce poste par Maurice avant sa déposition et sa mort en 602. Il pourrait avoir remplacé Innocentius, nommé temporairement exarque entre 598 et 600. Cette désignation suggère qu'Héraclius jouit des faveurs de Maurice et aurait donc des raisons fortes de lui rester loyal. Ainsi, Héraclius et sa cour africaine sont profondément marqués par l'exécution de Maurice dont ils louent les mérites.
En tant qu'exarque, Héraclius détient les pouvoirs civils et militaires sur l'ensemble de l'Afrique du Nord (sauf l'Égypte). Selon des historiens du XIXe siècle et du début du XXe siècle, une nomination à ce poste est d'une très grande importance et nécessiterait des liens forts soit avec l'Afrique, soit avec les anciennes terres de l'Empire romain d'Occident. Toutefois, les historiens plus récents sont revenus sur cette hypothèse et soulignent que nombre de grands généraux byzantins du VIe siècle ont débuté leur carrière dans les régions orientales de l'Empire, souvent en Haute Mésopotamie, où l'Empire est confronté à la menace constante des Sassanides. Par la suite, ils sont envoyés en Afrique du Nord, suggérant que les généraux peuvent tout à fait servir tant en Orient qu'en Occident.
Si Charles Diehl voyait dans l'Afrique byzantine du début du VIIe siècle un territoire en déclin démographique et économique, constamment menacé par les révoltes des Berbères, les historiens modernes ont revu ce jugement. Grâce aux preuves archéologiques, il apparaît que l'exarchat d'Afrique est l'une des régions les plus puissantes de l'Empire, bien que moins riche que l'Egypte. Elle semble avoir été plus épargné par la guerre que les Balkans, la Mésopotamie et le Caucase, favorisant le niveau de vie de ses habitants. En outre, le commerce avec le royaume des Francs est intense tandis que l'agriculture se développe, notamment aux alentours de la Medjerda. La production de grain, d'huile d'olive et de vin assure une bonne alimentation à la population et peut même être exportée. Enfin, la pêche semble aussi un secteur en plein essor. Les élites locales sont engagées dans la construction d'églises et les vestiges d'art funéraire et de mosaïques sont la preuve de leurs activités. Héraclius semble d'ailleurs avoir été des liens plutôt étroits avec cette élite et son fils se marie avec une de ses membres, Eudocie, au VIIe siècle.

### Révolte contre Phocas
En 608, l'exarchat d'Afrique se révolte contre l'empereur Phocas,. La campagne militaire qui s'ensuit est décrite par les chroniqueurs contemporains comme une vengeance après l'exécution de Maurice. Toutefois, cette motivation pourrait ne pas expliquer complètement les raisons du soulèvement. Walter Emil Kaegi parle de calculs politiques froids de la part des autorités de l'exarchat. Sachant que leur territoire est éloigné de Constantinople, ils ont conscience que Phocas ne pourrait s'opposer à eux qu'avec difficultés. En outre, la relative richesse de l'exarchat est en mesure de financer une révolte tandis que Phocas a besoin des revenus et des ressources alimentaires africaines. Enfin, l'empereur perse Khosro II s'est emparé de Dara et mobilise une importante armée pour lancer une grande invasion de l'Empire byzantin. La nouvelle de cette campagne à venir pourrait avoir joué un rôle dans le soulèvement d'Héraclius. Phocas est alors confronté à une guerre sur deux fronts et il ne peut déployer l'ensemble de ses troupes contre l'un de ses adversaires, accroissant les chances de succès d'Héraclius. 
Après le déclenchement de leur révolte, Héraclius l'Ancien et son fils sont nommés conjointement consuls. Aucun élément dans les sources ne permet de savoir comment ces nominations sont intervenues. Elles pourraient être à l'initiative d'Héraclius l'Ancien lui-même ou du Sénat de Carthage, bien que ses membres n'ont pas les prérogatives juridiques pour désigner des consuls. Néanmoins, la portée de cette nomination est d'une grande importance. Aucun individu (hors de l'empereur) n'a été nommé consul depuis le règne de Justinien. En devenant consul, Héraclius l'Ancien fait donc le premier pas avant de devenir empereur, en se liant à la longue histoire romaine. Rapidement, Carthage et Alexandrie produisent des pièces de monnaie à l'effigie des deux Héraclius.
Jean d'Antioche et le patriarche Nicéphore rapportent tous deux qu'Héraclius l'Ancien maintient des contacts avec Priscus, le comte des Excubites et l'ancien général en chef de l'armée. Priscus est alors le beau-fils de Phocas mais il entretient une rancune tenace contre l'empereur. Il aurait assuré Héraclius l'Ancien de son soutien en cas de rébellion et tient sa promesse. Toutefois, il est difficile de savoir la place exacte qu'occupe Priscus dans le déclenchement de la révolte et si même il a encouragé Héraclius à se soulever. Le patriarche Nicéphore rapporte qu'Héraclius l'Ancien demande des conseils à son frère Grégoras avant de se révolter, indiquant peut-être que Grégoras est alors son principal conseiller. Il affirme aussi que Grégoras espère promouvoir son propre fils, Nicétas, sur le trône bien que cette version soit considérée comme hautement improbable par les historiens modernes.
La situation en 609-610 se dégrade rapidement pour Phocas et ses partisans. L'armée s'effondre contre les Sassanides qui envahissent la Mésopotamie, l'Arménie, la Syrie et l'Anatolie. Quant aux rebelles byzantins, ils s'emparent de l'Afrique et de l'Egypte. Les Slaves profitent des troubles pour submerger l'Illyricum. A Thessalonique et dans plusieurs villes anatoliennes et syriennes, les Bleus et les Verts s'opposent frontalement. Dans certaines régions syriennes, les juifs se révoltent et lynchent des chrétiens. Enfin, à Constantinople même, la population se soulève contre Phocas.
En 610, le général perse Schahr-Barâz approche d'Antioche alors que les rebelles africains commencent à représenter une plus grande menace pour les Sassanides que Phocas. En effet, ils se sont emparés de l'Égypte et envisagent d'envahir la Syrie et Chypre tandis qu'une flotte importante, dirigée par Héraclius le Jeune, se dirige vers Constantinople. Des partisans venant de Sicile, de la Crète et de Thessalonique rejoignent les rebelles qui atteignent Constantinople en octobre 610. Les seules forces dont disposent Phocas pour défendre la cité impériale sont les Excubites et les milices des Bleus et des Verts. Priscus, le chef des Excubites, choisit ce moment pour dévoiler son soutien à Héraclius, de même que les Verts. Dès lors, Constantinople tombe aisément dans les mains des rebelles.
Héraclius le Jeune devient le nouvel empereur tandis que Phocas est exécuté aux côtés de plusieurs de ses partisans et de membres de sa famille. Selon Jean de Nikiou, Héraclius l'Ancien reçoit avec joie la nouvelle du triomphe de son fils mais décède peu après.

## Sources
- (en) Geoffrey Greatrex et Samuel N. C. Lieu, The Roman Eastern Frontier and the Persian Wars, Part II : 363–630 AD), Londres, Routledge, 2002, 373 p. (ISBN 0-415-14687-9, lire en ligne).
- (en) John Robert Martindale, Arnold Hugh Martin Jones et John Morris (dir.), The Prosopography of the Later Roman Empire, vol. III : A. D. 527–641, Cambridge, Cambridge University Press, 1992, 1626 p. (ISBN 978-0-521-20160-5, lire en ligne).
- (en) Walter Emil Kaegi, Heraclius : Emperor of Byzantium, Cambridge/New York, Cambridge University Press, 2003, 359 p. (ISBN 0-521-81459-6)
- (en) Warren Treadgold, A History of Byzantine State and Society, Stanford University Press, 1997, 1019 p. (ISBN 0-8047-2630-2, lire en ligne)
- (en) Michael Whitby et Mary Whitby, The History of Theophylact Simocatta, Oxford University Press, 1986 (ISBN 978-0-19-822799-1)
- (en) Michael Whitby, The Emperor Maurice and his historian : Theophylact Simocatta on Persian and Balkan warfare, Oxford, Oxford University Press, 1988, 388 p. (ISBN 0-19-822945-3)